# Донич Микола Миколайович

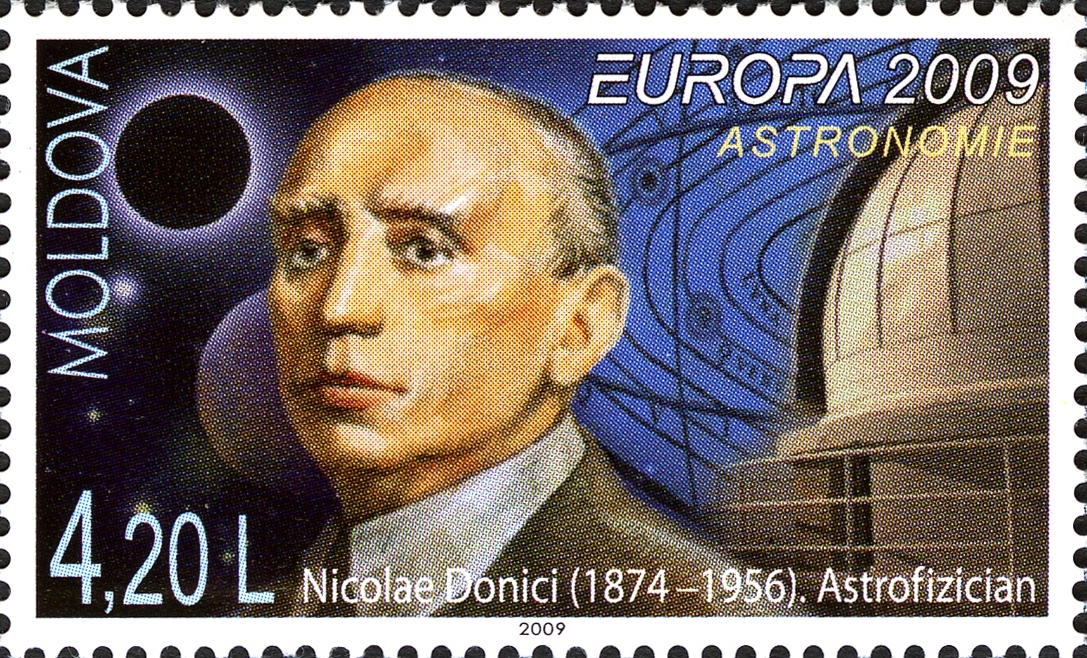
Марка Молдови, присвячена Миколі Доничу, 2013 рік

Микола Миколайович Донич рум. Nicolae Donici, Николай Николаевич Донич; фр. Nicolas Donitch; 1 (13) вересня 1874, Петрикани, нині Кишинів, Російська Імперія — 1956, Ніцца, Франція) — молдовський, румунський і французький астроном-спостерігач, дослідник Сонця і Сонячної системи. Народився в Кишеневі, навчався в Одесі, працював в Росії, Франції і на території сучасної Молдови (на той час у складі Російської імперії, а потім Румунії). Керував приватною обсерваторією в молдавському місті Дубесарій-Векі.

## Біографія
Донич народився в Російській Імперії в передмісті Кишинева. Правнук молдавського та румунського письменника, перекладача та байкаря Александру Донича, праправнук законодавця Андронаке Донича, родич генерала Матея Донича та письменника Леоніда Добронравова (по материнській лінії).
Закінчив Новоросійський університет в Одесі, потім перебував на державній службі в канцелярії Державної ради Російської імперії до жовтня 1917 року, коли канцелярія була розпущена більшовиками.
Живучи і працюючи в Санкт-Петербурзі, Донич самостійно займався астрономією, співпрацював з найбільшими російськими астрономами — Федором Бредіхіним, Сергієм Костинським, Аристархом Бєлопольським, Оскаром Баклундом. У 1908 році побудував власну обсерваторію в Бессарабії в Дубесарій-Векі завдяки дарчій, отриманій від своєї тітки Олени Лисаковській. У цій обсерваторії крім Донича працювали російський астроном німецького походження Емануель фон Дер Пален (також працював у Потсдамській обсерваторії), російський емігрант (після 1918), білогвардієць, випускник Олександрівського ліцею Андрій Байков (1886, Росія — 1958, Бухарест). Маєтком керував син дружини Марії, Ремміх.

### Після революції 1917 року
Після революції 1917 року з 1918 по 1944 роки працював у Румунії. Працював у Дубесарій-Векі та Бухаресті. В обсерваторії була також метеорологічна станція, якою завідувала метеоролог Ніна Гума. В 1936 Доніч здійснив експедицію для спостереження сонячного затемнення в містечку Інеболі на турецькому березі Чорного моря, підтриману Королівською фундацією Румунії. Найголовнішим науковим приладом обсерваторії був великий спектрогеліогоаф, найкращий у Центральній Європі. Цей прилад дозволяв робити першокласні знімки Сонця, здійснювати спектральний аналіз Сонця.
Після 1944 року жив у Франції. Працював у Медонне і Ніцці.
Місце поховання і точна дата смерті були невідомі аж до 2014 року, коли зусиллями французького астронома Франсуаз Легет-Тюллі та румунського астронома Магди Ставінської було знайдено могилу на одному з цвинтарів поблизу Ніцци — Puget-Théniers, Alpes-Maritimes. Рік смерті 1960.

## Внесок в астрономію
Дослідження Миколи Донича стосуються астрономії Сонця, сонячної хромосфери, планет, зодіакального світла. Спостерігав 10 сонячних затемнень у різних частинах світу, 8 місячних затемнень, показав відсутність атмосфери у Меркурія, спостерігав яскраву комету Галлея в 1910 році, зодіакальне світло в Єгипті (1908) та Алжирі (1947—1952).
Член Міжнародного союзу з дослідження Сонця, Міжнародного астрономічного союзу (з 1922), Німецького та Французького астрономічних товариств, член Російського астрономічного товариства (до 1917) та румунського Астрономічного комітету (1918—1948), Почесний член Румунської Академії (1922—1948 і посмертно з 1991). Автор не менше 77 наукових праць.
Про вклад Донича у розвиток науки в Україні, див..

## Пам'ять
- У Старих Дубоссарах на місці обсерваторії встановлено пам'ятник.
- Обсерваторія Молдавського державного університету носить ім'я Миколи Донича.
- У кишинівському районі Ришканівка ім'ям Миколи Донича названо вулицю.
- Астероїд 9494 Донічі названий на його честь.